# Roman Rees
Roman Rees (* 1. März 1993 in Freiburg im Breisgau) ist ein deutscher Biathlet. Mit der deutschen Staffel gewann er die Silbermedaille bei den Weltmeisterschaften 2019. Im November 2023 feierte er seinen ersten Weltcupsieg in einem Einzelrennen.

## Leben

### Anfänge und Weg in den Weltcup (bis 2017)
Roman Rees wuchs in einer skibegeisterten Familie in Hofsgrund am Schauinsland im Schwarzwald auf. Im Alter von sieben Jahren begann er am Stützpunkt Notschrei zunächst parallel mit Skilanglauf- und Biathlontraining beim SV Schauinsland. Mit zwölf Jahren konzentrierte er sich auf Biathlon. 2008 siegte er in der Gesamtwertung des DSV-Schülercups. Ein Jahr später stand er an der Spitze des Klassements im Deutschlandpokal. In der elften Klasse wechselte Rees auf das Skiinternat Furtwangen, das er bis zum Abitur 2011 besuchte. Kurz vor dem Abitur gewann er drei Medaillen beim Europäischen Olympischen Winter-Jugendfestival 2011 in Liberec: Gold in der Mixed-Staffel (unter anderem gemeinsam mit Laura Dahlmeier), Silber im Sprint hinter Johannes Thingnes Bø sowie Bronze im Einzelrennen. Von 2012 bis 2014 zählte Rees jeweils zum deutschen Aufgebot bei den Juniorenweltmeisterschaften. Dort war sein bestes Einzelergebnis ein fünfter Rang in der Verfolgung 2013 in Obertilliach. Mit der Männerstaffel wurde er an der Seite von Philipp Nawrath, Alexander Ketzer und Matthias Dorfer zudem 2014 in Presque Isle Juniorenweltmeister.
Schon als Junior wurde Rees 2013 für einzelne Rennen im Erwachsenenbereich – etwa bei den Europameisterschaften in Bansko – eingesetzt. Ab dem Frühjahr 2013 trainierte er am Stützpunkt in Ruhpolding. Er verpasste in den folgenden Jahren jeweils die interne Qualifikation für das deutsche IBU-Cup-Team und startete stattdessen im Deutschlandpokal. Ende 2015 fiel er nach einem Außenbandriss im Knöchel verletzt für sechs Wochen aus. Zwischenzeitlich verlor er seinen Kaderstatus im Deutschen Skiverband. Ab dem Frühjahr 2016 verbrachte Rees wieder Trainingswochen im Schwarzwald, ergänzend zu der Betreuung in Ruhpolding. Er wurde bei den Deutschen Meisterschaften im September Zweiter in der Verfolgung und Dritter im Massenstart, qualifizierte sich zu Beginn des Winters 2016/17 für den IBU-Cup und belegte dort beim Auftaktsprint in Beitostølen Rang zwei hinter Vetle Sjåstad Christiansen. Daraufhin wurde er für den Weltcupauftakt in Östersund nachnominiert und gab im Dezember 2016 sein Debüt in der höchsten Wettkampfserie des internationalen Biathlonsports. Als 36. der Verfolgung gewann er in seinem dritten Weltcuprennen erste Punkte. Zum Saisonende erhielt Rees weitere Weltcupeinsätze und erreichte in Pyeongchang sowie in Kontiolahti drei Top-15-Ergebnisse. Zusammen mit Laura Dahlmeier holte er als Dritter der Single-Mixed-Staffel in Kontiolahti seinen ersten Weltcup-Podestplatz.

### Etablierung im Weltcupkader und Olympiateilnahme (seit 2017)

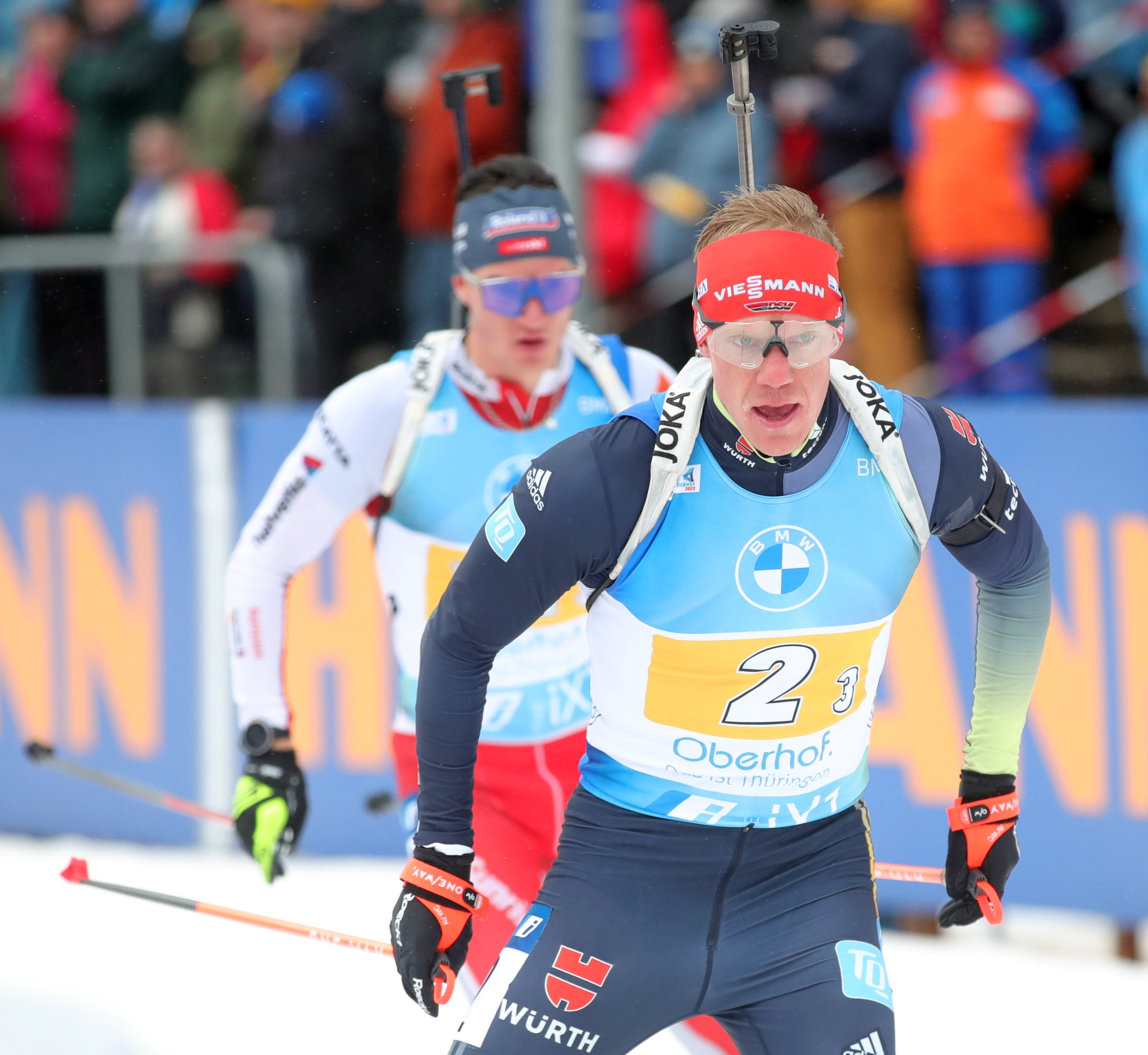
Rees bei der WM-Staffel 2023

Im Winter 2017/18 lief Rees zunächst im IBU-Cup. Nach dem Jahreswechsel wurde er ins Weltcupteam berufen und belegte im 20-Kilometer-Einzelrennen von Ruhpolding nach einem Wettkampf ohne Schießfehler den vierten Platz. Damit erfüllte er die Qualifikationsnorm für die Olympischen Winterspiele 2018 in Pyeongchang. Zusammen mit anderen Sportlern wie etwa Johannes Kühn galt der 24-jährige Rees 2018 im vom Mark Kirchner betreuten Nationalkader als Nachwuchsathlet und Mitglied der zweiten Reihe hinter den Weltmeistern Arnd Peiffer, Simon Schempp, Erik Lesser und Benedikt Doll. Rees nannte das gemeinsame Training mit der stärksten Leistungsgruppe im Sommer 2017 als einen Grund für seine gestiegenen Leistungen. Bei den Winterspielen in Pyeongchang kam er zu keinem Olympiaeinsatz. Die mögliche Teilnahme am Einzelrennen als Ersatz für Benedikt Doll verpasste er wegen einer eigenen Erkrankung. In der Saison 2018/19 stand Rees als Dritter des Sprints von Soldier Hollow zum ersten Mal in einem Einzel-Weltcuprennen auf dem Podest. Er erhielt mehrere Einsätze in der deutschen Männerstaffel und gewann zusammen mit Lesser, Peiffer und Doll die Silbermedaille bei den Weltmeisterschaften 2019 in Östersund. 2019/20 lief Rees überwiegend im IBU-Cup, wo er mehrere Podestplätze erreichte.
Ab der Saison 2020/21 zählte Rees fest zum deutschen Weltcupkader. In der Gesamtwertung der Serie verbesserte er sich in den folgenden Jahren jedes Jahr um mehrere Plätze: 2021 schloss er den Winter auf Platz 29 ab, 2022 auf Platz 16 und 2023 auf dem 9. Rang. Damit war er 2023 (nach den Rücktritten Simon Schempps, Arnd Peiffers und Erik Lessers in den Vorjahren) hinter Benedikt Doll der zweitbeste Deutsche. Mit den Staffeln stand Rees in diesen Jahren mehrmals auf dem Podest. Sein zweites Podiumsergebnis in einem Weltcup-Einzelrennen erreichte er als Dritter des Sprints von Kontiolahti im Dezember 2022. Bei den Olympischen Winterspielen 2022 in Peking wurde Rees in allen vier Einzelrennen eingesetzt und belegte dabei als beste Ergebnisse den sechsten Platz in der Verfolgung und den siebten Platz im Einzel. Mit der Männerstaffel wurde er in Peking Vierter. Bei den Sommerbiathlon-Weltmeisterschaften in Ruhpolding erreichte Rees 2022 den zweiten Platz im Massenstart hinter dem Schweden Sebastian Samuelsson. Im gleichen Sommer wurde er Deutscher Meister in der Verfolgung.
Zum Auftakt des Weltcupwinters 2023/24 feierte Rees beim 20-Kilometer-Einzelrennen in Östersund seinen ersten Weltcupsieg vor seinem Teamkollegen Justus Strelow. Er übernahm damit gleichzeitig als erster Deutscher seit Michael Greis 2008 vorübergehend das Gelbe Trikot des Weltcupführenden. Noch in Schweden infizierte er sich mit COVID-19, legte aber keine längere Genesungspause ein, was er selbst als möglichen Fehler bezeichnete. Im restlichen Saisonverlauf knüpfte Rees nicht an seine Auftaktleistung von Östersund an und beendete den Winter auf Rang 27 der Gesamtweltcupwertung.
Rees gehört als Zollbeamter dem Zoll-Ski-Team an. Er begann 2019 ein Studium der Volkswirtschaftslehre an der Albert-Ludwigs-Universität Freiburg.

## Statistik

### Weltcupsiege
| Nr. | Datum         | Ort       | Disziplin |
| --- | ------------- | --------- | --------- |
| 1.  | 26. Nov. 2023 | Östersund | Einzel    |

### Weltcupplatzierungen
Die Tabelle zeigt alle Platzierungen (je nach Austragungsjahr einschließlich Olympische Spiele und Weltmeisterschaften).
- 1.–3. Platz: Anzahl der Podiumsplatzierungen
- Top 10: Anzahl der Platzierungen unter den ersten zehn (einschließlich Podium)
- Punkteränge: Anzahl der Platzierungen innerhalb der Punkteränge (einschließlich Podium und Top 10)
- Starts: Anzahl gelaufener Rennen in der jeweiligen Disziplin
- Staffel: inklusive Mixed- und Single-Mixed-Staffeln

| Platzierung                    | Einzel | Sprint | Verfolgung | Massenstart | Staffel | Gesamt |
| ------------------------------ | ------ | ------ | ---------- | ----------- | ------- | ------ |
| 1. Platz                       | 1      |        |            |             |         | 1      |
| 2. Platz                       |        |        |            |             | 6       | 6      |
| 3. Platz                       |        | 2      |            |             | 7       | 9      |
| Top 10                         | 6      | 8      | 5          | 1           | 29      | 49     |
| Punkteränge                    | 13     | 34     | 30         | 14          | 31      | 122    |
| Starts                         | 14     | 46     | 33         | 14          | 31      | 138    |
| Stand: nach der Saison 2023/24 |        |        |            |             |         |        |

### Weltcupwertungen
Ergebnisse bei Biathlon-Weltcups (Disziplinen- und Gesamtweltcup) gemäß Punktesystem
| Saison  | Einzel | Einzel | Sprint | Sprint | Verfolgung | Verfolgung | Massenstart | Massenstart | Gesamt | Gesamt |
| Saison  | Platz  | Punkte | Platz  | Punkte | Platz      | Punkte     | Platz       | Punkte      | Platz  | Punkte |
| ------- | ------ | ------ | ------ | ------ | ---------- | ---------- | ----------- | ----------- | ------ | ------ |
| 2016/17 | –      | –      | 45.    | 62     | 45.        | 50         | –           | –           | 48.    | 112    |
| 2017/18 | 13.    | 43     | 36.    | 65     | 37.        | 53         | 35.         | 28          | 33.    | 189    |
| 2018/19 | 32.    | 33     | 32.    | 93     | 51.        | 27         | –           | –           | 42.    | 153    |
| 2019/20 | –      | –      | 58.    | 22     | 48.        | 22         | –           | –           | 63.    | 44     |
| 2020/21 | 13.    | 56     | 30.    | 90     | 35.        | 58         | 30.         | 41          | 25.    | 259    |
| 2021/22 | 26.    | 27     | 16.    | 174    | 14.        | 151        | 21.         | 77          | 16.    | 429    |
| 2022/23 | 4.     | 123    | 7.     | 226    | 10.        | 207        | 12.         | 102         | 9.     | 658    |
| 2023/24 | 3.     | 137    | 36.    | 55     | 38.        | 39         | 25.         | 52          | 27.    | 283    |

### Olympische Winterspiele
|                                     | Einzelwettbewerbe | Einzelwettbewerbe | Einzelwettbewerbe | Einzelwettbewerbe | Staffelwettbewerbe | Staffelwettbewerbe |
| Sprint                              | Verfolgung        | Einzel            | Massenstart       | Herrenstaffel     | Mixedstaffel       |                    |
| ----------------------------------- | ----------------- | ----------------- | ----------------- | ----------------- | ------------------ | ------------------ |
| Olympische Winterspiele 2022 Peking | 17.               | 6.                | 7.                | 14.               | 4.                 | –                  |

### Weltmeisterschaften
|                                     | Einzelwettbewerbe | Einzelwettbewerbe | Einzelwettbewerbe | Einzelwettbewerbe | Staffelwettbewerbe | Staffelwettbewerbe | Staffelwettbewerbe |
| Sprint                              | Verfolgung        | Einzel            | Massenstart       | Herrenstaffel     | Mixedstaffel       | S.-M.-Staffel      |                    |
| ----------------------------------- | ----------------- | ----------------- | ----------------- | ----------------- | ------------------ | ------------------ | ------------------ |
| Weltmeisterschaften 2019 Östersund  | –                 | –                 | 20.               | –                 | 2.                 | –                  | –                  |
| Weltmeisterschaften 2021 Pokljuka   | –                 | –                 | 10.               | –                 | 7.                 | –                  | –                  |
| Weltmeisterschaften 2023 Oberhof    | 19.               | 10.               | 21.               | 18.               | 5.                 | 6.                 | –                  |
| Weltmeisterschaften 2024 Nové Město | –                 | –                 | 13.               | –                 | –                  | –                  | –                  |